# Kék somkórócincér
A kék somkórócincér (Agapanthia violacea) a cincérfélék családjába tartozó, Eurázsiában honos, különféle lágyszárú növényeken élő bogárfaj.

## Megjelenése
A kék somkórócincér testhossza 7–13 mm. Testalkata karcsú, megnyúlt. Feje a többi cincérhez hasonlóan a test tengelyére merőlegesen, lefelé mutat. Egész teste élénk, fémes csillogású kék, zöldeskék vagy zöld színű. Ritkán feje és előháta, sőt a szárnyfedő töve is fekete lehet. Ritkás szőrei fehéresek, a pofákon és a pajzsocskán fehér, a szárnyfedőkön ferdén felálló és viszonylag hosszú. A fej és az előhát finoman, sűrűn pontozott, a szárnyfedők durván és többnyire harántirányban ráncolva pontozottak. Csápjai is kékek, a csápízek töve a 3. íztől kezdve fehéren szőrözöttek.

## Elterjedése és életmódja
Eurázsiában honos, a Pireneusoktól Kis-Ázsián keresztül egészen Kazahsztánig. Magyarországon gyakori, főleg a síkságokon és dombvidékeken él.
Száraz füves területek, legelők, útszéli társulások, sztyepprétek lakója. Lárvája különböző lágyszárú növények (kígyószisz, lucerna, zsálya, ördögszem, stb.) szárában él. Fejlődése egy évig tart. A lárvák a növények szárában fúrnak járatokat, de a talajban bábozódnak be. Az imágók május-júniusban rajzanak, többnyire a tápnövények levelein találhatók.

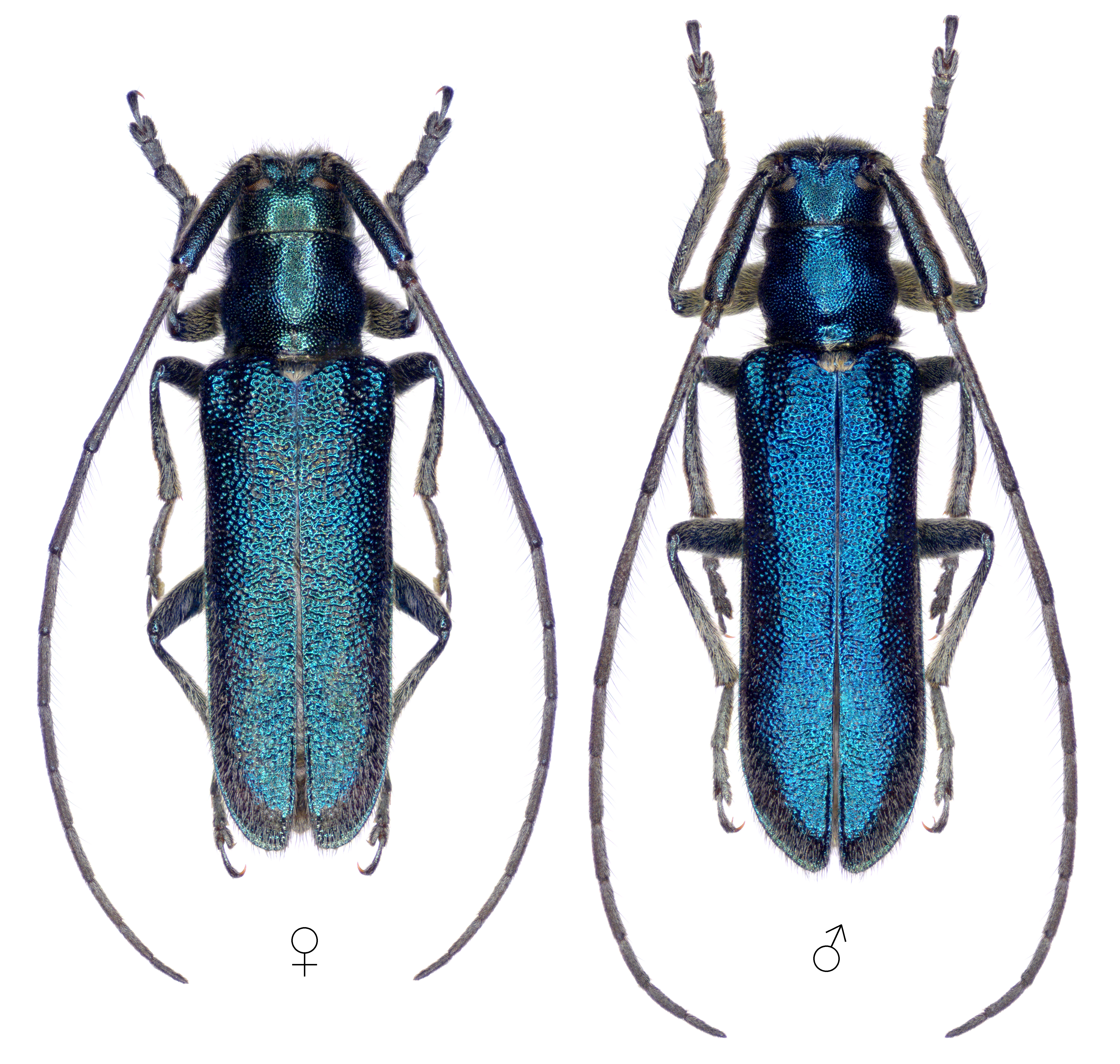
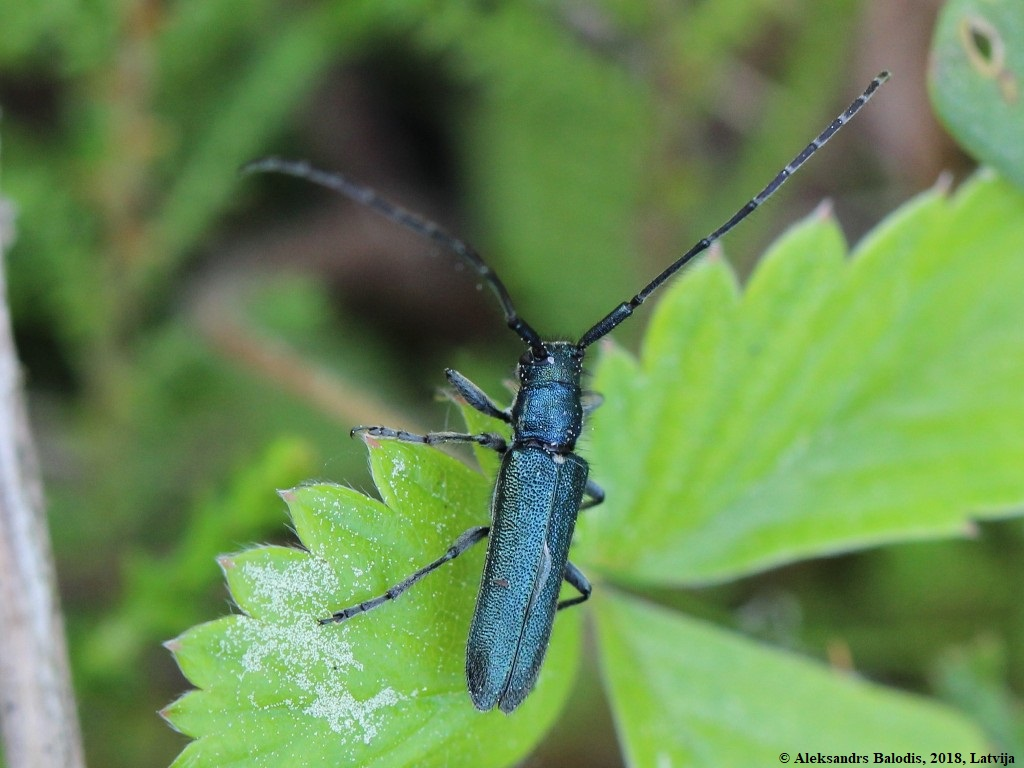
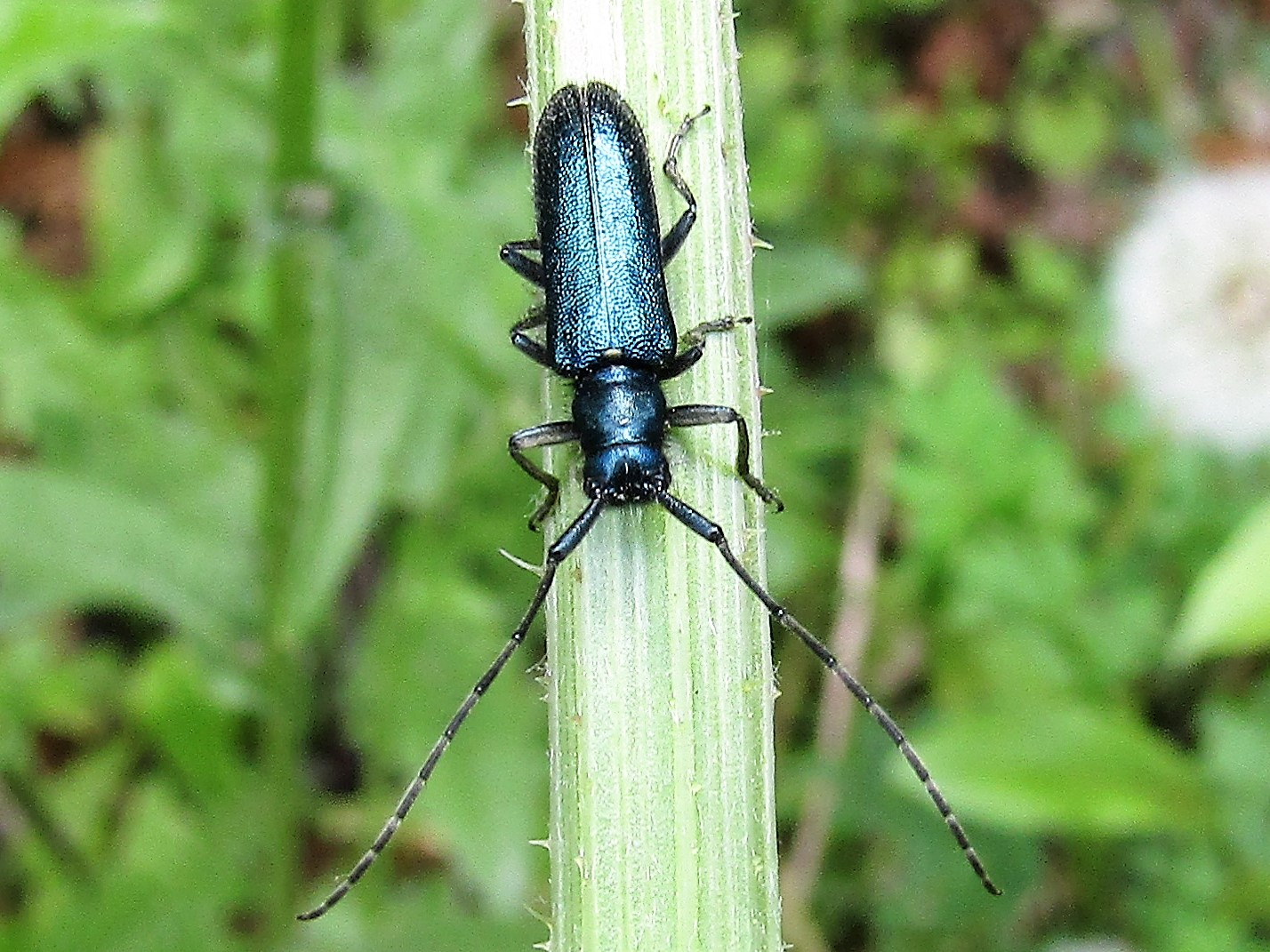
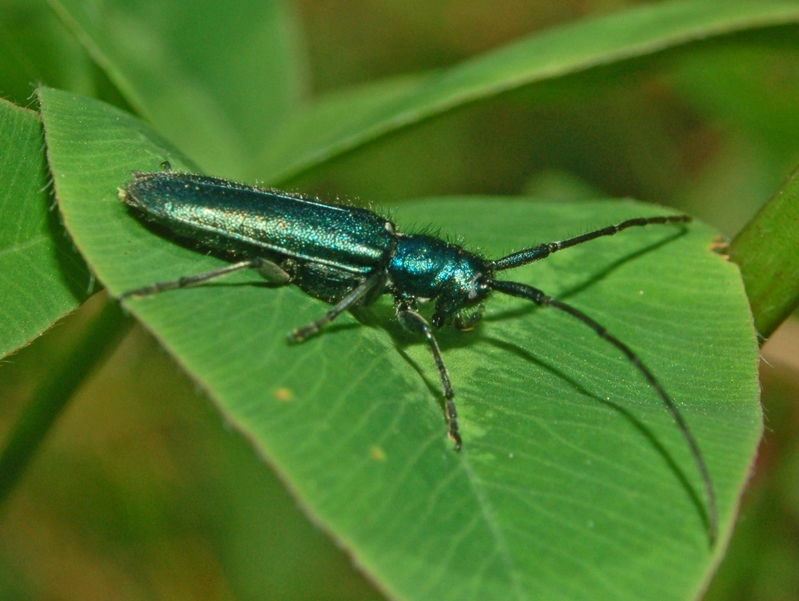
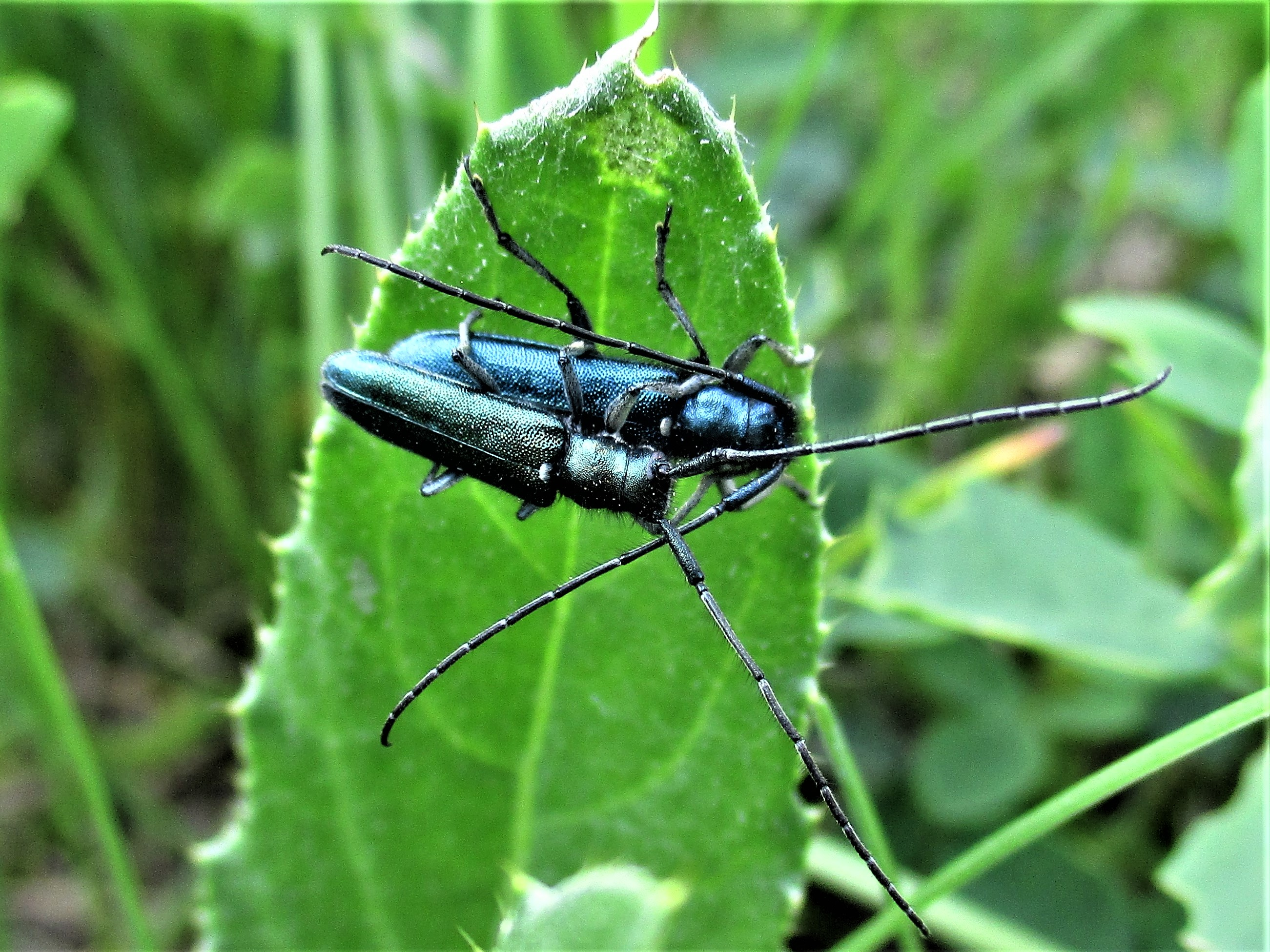

Magyarországon nem védett.